# Charles Malfroy

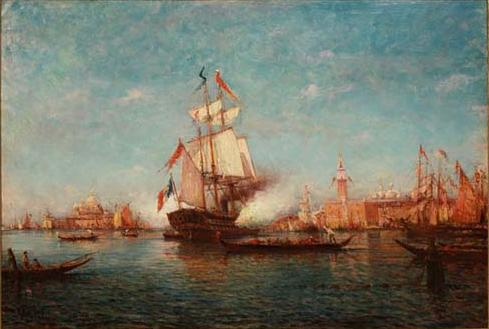
Le Canon à Venise, œuvre non sourcée, localisation inconnue.

Charles Malfroy est un peintre français, né Charles Antoine Malfroy à Lyon 3e le 27 mai 1862 et mort au Kremlin-Bicêtre le 21 juillet 1939.

## Biographie
Charles Malfroy se situe dans la lignée post-impressionniste d'un Jean-Baptiste Olive. Attiré par la lumière des ports méditerranéens, il excelle dans des vues de la Côte d'Azur et des Bouches-du-Rhône, en particulier du port de Martigues. Il a aussi peint quelques tableaux de Venise.
Il fait preuve de virtuosité dans les effets atmosphériques avec un talent de coloriste.

## Œuvres
- Le Canon à Venise, huile sur toile, 98 × 146 cm[réf. nécessaire]